# Susana Rinaldi
Susana Natividad Rinaldi (Buenos Aires, 25 dicembre 1935) è una cantante e attrice argentina.

## Biografia
Susana Rinaldi ha iniziato a studiare musica nel 1949 e diventando ufficialmente una cantante nel 1955. Si è dedicata nei primi anni al teatro ed alla televisione ed ha registrato il primo album nel 1966. È conosciuta anche come La Tana ed è di origini italiane. A partire dal 1976 ha avuto molto successo con numerose performance a Parigi, tanto da decidere di trasferirsi in Francia nel 1989.